# Petříkov
Petříkov (deutsch Petersin) ist eine Gemeinde im Okres České Budějovice in Tschechien. Sie liegt an der Stropnice, neun Kilometer östlich von Trhové Sviny. Petříkov ist von ausgedehnten Waldgebieten umgeben. In westlicher Richtung gegen Olešnice erstreckt sich ein Teichgebiet.

## Geographie

### Gemeindegliederung

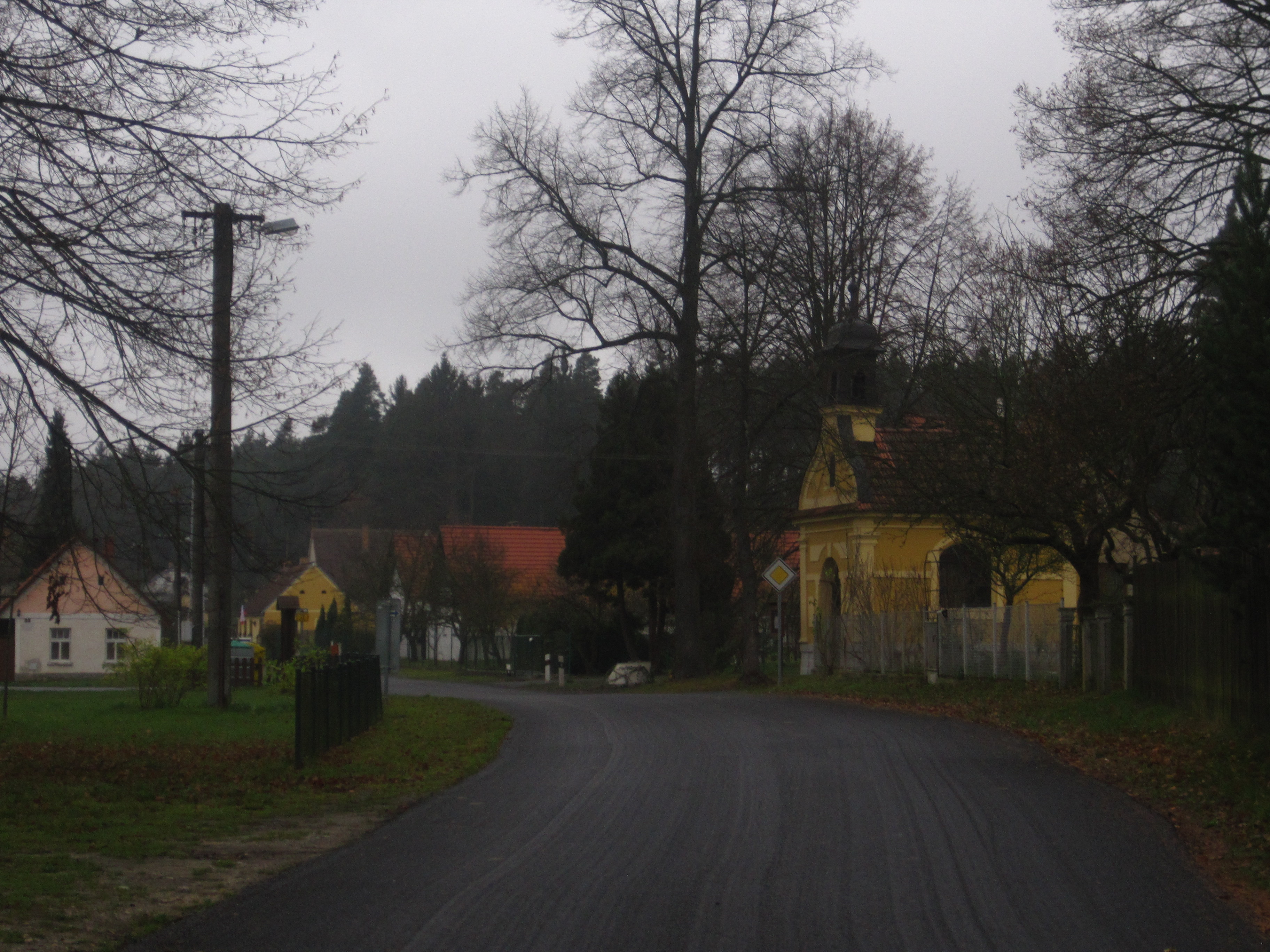
Petříkov

Die Gemeinde Petříkov besteht aus den Ortsteile Petříkov und Těšínov (Tieschin) sowie der Ansiedlung Jiříkovo Údolí (Georgenthal) und den Wohnplätzen Lospecen, Terezín (Theresienfreud), U Koudelů, U Kudlátů, U Řežábů, U Svitáků.

### Nachbargemeinden
| Borovany                     | Jílovice u Trhových Svinů                   |                     |
|                              | Kompassrose, die auf Nachbargemeinden zeigt | Suchdol nad Lužnicí |
| Olešnice u Českých Budějovic | Nové Hrady                                  |                     |

## Geschichte
Petersin entstand 1790 im Zuge der Ortsgründungen bei der Urbarmachung und Besiedlung der großen Sumpfwälder der Herrschaft Gratzen durch Johann Graf Buquoy. Zu Beginn des 19. Jahrhunderts erfolgte die Gründung der Glashütte Georgenthal.
Nach der Ablösung der Patrimonialherrschaften im Jahre 1850 gehörte Petersin zusammen mit Georgenthal,  Nepomuk und Tieschin zur Gemeinde Buková / Buggau im Gerichtsbezirk Schweinitz. Die 1869 eingerichtete Eisenbahnlinie von Pilsen nach Wien führte an der Stropnice entlang durch den Ort. In den 1890er Jahren lösten sich Georgenthal, Nepomuk, Petersin und Tieschin von Buggau los und bildeten die Gemeinde Tieschin.
1913 lebten in Petersin 364 Menschen, davon 342 Tschechen und 22 Deutsche. Die Einwohnerzahl betrug in Nepomuk 165 und Tieschin 267, die alle der tschechischen Volksgruppe angehörten. Von den 16 Georgenthalern waren 14 Deutsche und zwei Tschechen.

## Bevölkerungsentwicklung
| Jahr      | 1869 | 1880 | 1890 | 1900 | 1910 | 1921 | 1930 | 1950 | 1961 | 1970 | 1980 | 1991 | 2001 | 2011 | 2021 |
| --------- | ---- | ---- | ---- | ---- | ---- | ---- | ---- | ---- | ---- | ---- | ---- | ---- | ---- | ---- | ---- |
| Einwohner | 609  | 722  | 885  | 834  | 647  | 592  | 556  | 336  | 387  | 350  | 302  | 274  | 261  | 277  | 278  |

## Sehenswürdigkeiten
- Nordöstlich von Jiříkovo Údolí befindet sich das Naturschutzgebiet Červené blato (Rotes Moos).
- Kapelle des hl. Johannes von Nepomuk in Petříkov
- Kirche in Jiříkovo Údolí